# CZ P-10 C
CZ P-10 C — компактний самозарядний бойовий пістолет виробництва чеської компанії Česká zbrojovka (CZ). Він був представлений у 2017 році після розробки, яка тривала з 2014 року. Зброя призначена для самозахисту і використання в збройних силах.
Він має механічно та термічно стійкий полімерний корпус, посилений скловолокном, і три змінні накладки на руків'я. Магазини зворотно сумісні з CZ P-07, але не навпаки.
Пістолет є прямим конкурентом Glock 19. Пістолети мають дуже схожі характеристики, але Glock приблизно на 68 г легший, приблизно на 2,5 мм коротший і має інший кут захоплення.

## Історія
P-10 C є першим пістолетом виробництва CZ із частково зведеним ударником. C в назві означає компактний (від англ. compact). Ергономіка P-10 C схожа на ергономіку CZ 75 з новим ударно-спусковим механізмом, щоб зробити його «ефективнішим і легшим у використанні».

## Конструкція
P-10 C — напівавтоматичний пістолет із попереднім зведенням ударника. Цей тип системи ударно-спускового механізму запобігає випадковому пострілу, якщо спусковий гачок не натиснутий повністю, навіть якщо пістолет падає. Інші запобіжники включають блок ударника, який механічно блокує ударник. Цей пістолет не має розмикача магазина, що запобігає пострілу, коли магазин вийнятий.
Рама виготовлена з полімеру, армованого скловолокном, а затворна рама виготовлена зі сталі. Затворна рама і магазин дозволяють використовувати їх як правші, так і шульзі. Ствол виготовлено зі сталі холодного кування з нанесенням чорного нітриду. Приціл пістолета механічний триточковий, який стає нічним прицілом після впливу світла.
Спускова скоба має великий розмір, для зручності використання з пальцями різної ширини та ведення вогню в рукавичках. Спускова скоба вирізана для ергономічної посадки. Додаткові ергономічні особливості включають три різні розміри задніх накладок на руків'я, рифлення поверхні з усіх чотирьох боків руків'я та біля затвора, а також «глибоке сідло прямо під затворною рамою».
Заводський ударно-спусковий механізм P-10 C має короткий хід, який є тактильним і відчутним. Натискання спускового гачка розраховане на силу у 20,0 Н.
Новий пістолет P-10 C від CZ постачається в пластиковому кейсі, що замикається, з ручкою для перенесення, трьома накладками на руків'я, двома магазинами на 15 набоїв, кабельним замком, щіткою для чищення та шомполом, а також інструкцією з експлуатації. Накладки на руків'я полімерні та доступні в трьох різних розмірах; вони встановлюються на рейку і фіксуються шпилькою руків'я на рамі.
У моделях із підтримкою оптики (OR/Optics Ready) затворна рама має фрезерування для встановлення оптики. Цілик і видошукач були оновлені для кращої точності стрільби, а початкові кнопки вивільнення магазина правою і лівою руками були замінені на одну більшу кнопку, яку можна переставити за допомогою інструментів.
CZ представила повнорозмірну модель (P-10 °F) і субкомпактну (P-10 S) P-10 у жовтні 2018 року. Базова модель P-10 C має ствол 102 мм, повнорозмірна модель має ствол 110 мм і субкомпактна має ствол 89 мм. Повнорозмірна модель вміщує 19+1 набоїв, а субкомпактна — 12+1 набоїв. Як і нова модель P-10 C, представлена у вересні, обидві моделі мають можливість встановлення оптики.
У березні 2020 року CZ представила P10M (Micro-Compact) зі стволом 85 мм. Його магазин вміщує 7+1 набоїв.

## Користувачі
Чехія
- Армія Чеської Республіки[16]

 Польща
- Центральне антикорупційне бюро[17] — 100
- Митно-податкова служба[en][18] — близько кількох десятків.
- Прикордонна служба[19] — замовила 1600 одиниць з можливістю придбання ще 600 одиниць.

## Нагороди
Журнал Guns & Ammo відзначив CZ P-10 C нагородою «Пістолет року 2017».